# Paracerceis holdichi
Paracerceis holdichi är en kräftdjursart som beskrevs av Oleg Grigor'evich Kussakin och Malyutina 1993. Paracerceis holdichi ingår i släktet Paracerceis och familjen klotkräftor. Inga underarter finns listade i Catalogue of Life.